# Owen Gray
Owen Gray, ook wel Owen Grey, (Kingston, 5 juli 1939 – 20 juli 2025) was een Jamaicaanse r&b-, ska-, rocksteady en reggae-zanger en songwriter.

## Carrière
Gray won zijn eerste talentenjacht op 9-jarige leeftijd en als 12-jarige trad hij al in het openbaar op, bespeelde hij de drums, de gitaar en de keyboards. Hij bezocht de Alpha Boys School en als 19-jarige werd hij professioneel. Gray was een dynamische vertolker op het podium. Hij was de eerste zanger van velen, die een soundsysteem op plaat loofde, met zijn On the Beach geprezen Sir Coxsone Downbeat systeem van Clement Dodd in 1959, een van de eerste publicaties bij Studio One Records van Dodd. Hij was een van de eerste artiesten, die werden geproduceerd door Chris Blackwell in 1960 en zijn single Patricia was de eerste die ooit werd uitgebracht door Island Records.
Zijn eerste single Please Let Me Go, bereikte de top van de hitlijst in Jamaica en bevatte een gitaarsolo van de Australische muzikant Dennis Sindrey, die lid was van de studioband The Caribs, die speelden op menige vroege opnamen van Owen Gray. De single verkocht ook goed in het Verenigd Koninkrijk, alsook daaropvolgende publicaties, die Gray aanzetten om daarheen te emigreren in 1962. Hij toerde door Europa in 1964 en in 1966 was hij bekend als soulzanger en door zijn ska-songs. Gedurende 1966 werkte hij in het Verenigd Koninkrijk en Europa met The Krew, daarna in 1967 met de Tony Knights Chessmen. In het rocksteady-tijdperk nam hij op voor producent Sir Clancy Collins. Zijn populariteit kende een vervolg tijdens de jaren 1960 en werkte hij met de producenten Prince Buster, Arthur 'Duke' Reid, Leslie Kong en Clancy Eccles en als duo met Millie Small met songs van ska tot ballads.
Hij ging verder met regelmatig opnemen en had een grote hit in 1968 met Cupid. Zijn song Apollo 12 (1970) vond sympathie bij de vroege skinheads en in 1972 ging hij terug naar Island Records, nam reggae-versies op van Tumblin' Dice van The Rolling Stones en Jealous Guy van John Lennon, alhoewel met matig succes. Tijdens deze periode had hij regelmatig publicaties bij Pama en het zusterlabel Camel Records en een single bij Hot Lead Records. Hij had meer succes in Jamaica, zoals met Hail the Man, een eerbetoon aan keizer Haile Selassie, dat populair was met de toenemende rastafari-beweging. Gray bracht een korte tijd door in New Orleans voordat hij terugkeerde naar Jamaica, waar hij zich ging bezighouden met rootsreggae. Hij werkte met de producent Bunny Lee en bereikte aanzienlijk succes. Tijdens de jaren 1980 verkaste hij naar Miami. Hij bracht aanhoudend regelmatig nieuw materiaal uit, vaak geconcentreerd op ballads en gospelmuziek.
Gray overleed op 20 juli 2025 op 86-jarige leeftijd.

## Discografie

### Albums
- 1961: Owen Gray Sings (Starlite)
- 1969: Cupid
- 1975: Forward on the Scene (Third World)
- 1977: Fire and Bullets (Trojan Records)
- 1977: Turning Point (Venture)
- 1978: Dreams of Owen Gray (Trojan)
- 1983: Battle of the Giants Round 1 (Vista Sounds) (met Pluggy Satchmo)
- 1983: Oldies But Goodies (Vista Sounds) (met Delroy Wilson)
- 1984: Max Romeo Meets Owen Gray at King Tubby's Studio (Culture Press) (met Max Romeo)
- 1984: Little Girl (Vista Sounds)
- 1984: Owen Gray Sings Bob Marley (Sarge)
- ????: This is Owen Gray, (Pama Records)
- 1986: Room at the Top (World Enterprise)
- ????: Let's Make a Deal (World Enterprise)
- 1986: Watch This Sound (Sky Note)
- 1986: Stand By Me (Hitbound)
- 1986: Prince Buster Memory Lane (Phill Pratt)
- 1989: Instant Rapport (Bushranger)
- 1989: Ready Willing and Able (Park Heights)
- 198?: None of Jah-Jah's Children Shall Ever Suffer (Imperial Records)
- 1996: Living Image (Genesis Gospel Singers)
- 1997: Out in the Open (VP Records)
- ????: The Gospel Truth vol 1 (Bushranger)
- ????: Something Good Going On (Bushranger)
- 1997: Gospel Truth, vol. 2 (Jet Star)
- 1998: Derrick Morgan and Owen Gray (Rhino) (met Derrick Morgan)
- 1998: True Vibration (Jet Star)
- 1998: Do You Still Love Me (First Edition)
- 1999: The Gospel Truth vol. 3 (Bushranger)
- 2000: On Drive (Jet Star)
- 2002: Better Days (Worldsound)
- 2003: Let's Start All Over (Jet Star)
- 2004: Jesus Loves Me (True Gospel)
- 2005: Baby It's You (Worldsound)
- 2005: Mumbo Jumbo (Revenge)
- ????: Miss Wire Waist (Jet Star)
- ????: Excellence (Bushranger)

### Compilaties
- 1998: Hit After Hit After Hit (First Edition)
- ????: Hit After Hit After Hit Vol 2 (Jet Star)
- ????: Hit After Hit After Hit Vol 3
- 198?: Hit After Hit After Hit Vol 4 (Vista Sounds)
- 1994: Sly & Robbie Presents Owen Gray on Top (Rhino)
- 2000: Memory Lane Vol. 1 (Jet Star)
- 2004: Shook, Shimmy And Shake: The Anthology (Trojan)

- Bibliothèque nationale de France: cb139658970 (data)
- Gemeinsame Normdatei: 1069390062
- International Standard Name Identifier: 0000 0000 3588 7976
- Library of Congress Control Number: n94064381
- MusicBrainz: ee11baba-0b24-428b-9fec-396662f40db9
- SNAC: w6wq330h
- Système universitaire de documentation: 168194066
- Virtual International Authority File: 44491792
- WorldCat: E39PBJyCyt9GvvMY3VmFXcT8md